# شهاب الدين (مشكين شهر)
شهاب‌ الدين هي قرية في مقاطعة مشكين شهر، إيران. عدد سكان هذه القرية هو 36 في سنة 2006.